# Palacio Opazo
El Palacio Opazo, denominado también como Club de Investigaciones de Chile, es un inmueble de inspiración ecléctico, ubicado en la comuna chilena de Santiago, específicamente en la calle Compañía con la plaza Brasil, de la región Metropolitana de Santiago. También, está cercano a dos de los principales ejes de la capital, como son la alameda del Libertador Bernardo O'Higgins y la avenida Brasil.

## Historia
Su construcción fue encargada en 1900 por el médico y político Pedro Opazo Letelier —quien fuera, entre otros puestos, ministro de Estado durante el primer gobierno del presidente Arturo Alessandri, y senador, desempeñándose como presidente de la corporación en dos ocasiones (1930-1932 y 1944); además, en 1931, actuó por un día como vicepresidente de la República, en reemplazo de Carlos Ibáñez del Campo— al arquitecto chileno Francisco Salas; se trata de un volumen compacto de dos plantas compuestas por albañilería de ladrillo, acompañado de una fachada con proporciones neoclásicas con algunos acentos de estilo art nouveau en sus barandillas, convirtiéndolo en un claro ejemplo del estilo ecléctico de la época. Además, cuenta con balcones de hierro de art nouveau en el segundo piso y balaustras clásica en el primero, que se caracteriza por los elementos franceses que se pueden observar en su buhardilla y en el resto de su fachada entre las que destaca la cúpula.
Al interior de inmueble, se impone un corredor de mármol, por el cual se ingresa a un hall rectangular, que originalmente se iluminaba por grandes ventanas que dan al patio central. Una también imponente claraboya esclarece uno de los salones que se encuentran al norte, que junto a los otros recintos que dan hacia la calle Compañía, son los más señoriales. A partir de 1957, fecha en que falleció Opazo, la propiedad pasó a manos de su cónyuge, Sara Cousiño Talavera, quien vivió en ella hasta su muerte, en 1973.
En el ámbito jurídico, la obra está protegida por la ley general de urbanismo y construcciones a través del «Plan Regulador Comunal». Actualmente, se encuentra restaurado y en óptimas condiciones de mantenimiento, siendo sus propietarios la Policía de Investigaciones de Chile (PDI), la policía civil del país, sirviendo como su sede social.